# Pietro Pascucci
Pietro Pascucci (Roma, 20 ottobre 1951) è un ex cestista italiano.

## Carriera
Ha militato in Serie A1 nel 1974-1975, giocando con la Duco Mestre allenata da Augusto Giomo; in squadra figuravano giocatori quali Villalta, Buzzavo, Cedolini, Dalla Costa, Quintavalle, P. Gracis.
Nella sua carriera ha disputato una stagione in massima serie e quattro in Serie A2/Serie B. Complessivamente ha militato a Mestre per cinque stagioni.